# Gruppo di volo

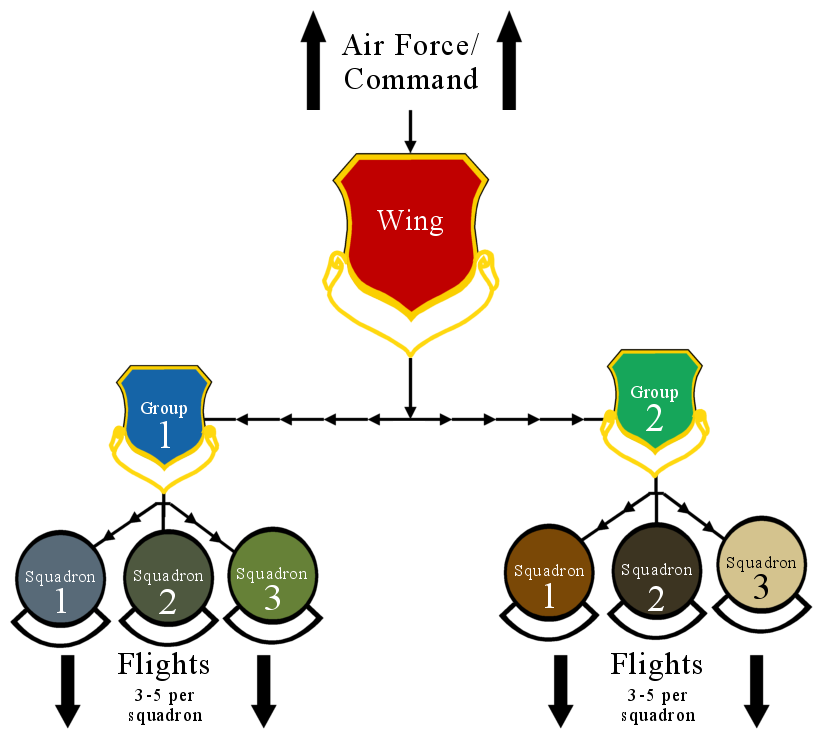
Diagramma della struttura tipica di uno stormo (wing) nelle USAF.

Il gruppo di volo o gruppo è un'unità aerea di un'aeronautica militare.
A seconda delle abitudini adottate nei diversi Paesi, si tratta della più importante suddivisione operante nella forza armata (equivalente dunque a un reggimento), o, come avviene in Italia, un'unità operante all'interno di uno stormo, definendosi come la seconda suddivisione dell'organizzazione operativa periferica di tale forza armata.
Dal punto di vista dell'organica, in quest'ultimo caso il gruppo viene equiparato al battaglione per le forze di terra.
Di regola esso non comprende in sé tutte le unità tecniche e logistiche di supporto necessarie per le operazioni, appoggiandosi in questo alla struttura aeroportuale di stormo.
Il gruppo è in genere comandato da un tenente colonnello pilota o da un ufficiale di grado equivalente.
Nell'Aeronautica italiana un Gruppo di volo è normalmente costituito da:
- un Comando;
- due/quattro Squadriglie di volo;

L'appellativo di Gruppo può anche essere attribuito ad Enti che non dispongono di vettori aerei pilotati (come i Gruppi Radar e i Gruppi Intercettori Teleguidati), oppure organismi la cui principale attività è rivolta al supporto operativo dei reparti di volo (come i Gruppi Efficienza Aeromobili, i Gruppi Supporto Tecnico e i Gruppi Supporto Logistico) o all'espletamento di funzioni di supporto tecnico a favore della Aeronautica Militare nel suo insieme (come i Gruppi dipendenti dai vari Reparti del Centro Sperimentale di Volo).

## Nel mondo
Nella Royal Air Force e in gran parte delle aviazioni dei paesi del Commonwealth e dei paesi di tradizione britannica, il Group è una unita paragonabile alla Brigata aerea dell'Aeronautica Militare Italiana, mentre nella US Air Force il gruppo è omologo allo stormo dell'Aeronautica Militare Italiana.
| RAF RN & USN | USAF & USMC | RCAF                           | Luftwaffe                       | Aeronautica Militare Italiana | Armée de l'Air   |
| ------------ | ----------- | ------------------------------ | ------------------------------- | ----------------------------- | ---------------- |
| Group        | Wing        | Air division Division aérienne | non equivalente                 | Brigata aerea                 | Brigade Aérienne |
| Wing         | Group       | Wing Escadre                   | Taktisches Luftwaffengeschwader | Stormo                        | Escadre          |
| Squadron     | Squadron    | Squadron Escadron              | Staffel                         | Gruppo                        | Escadron         |
| Flight       | Flight      | Flight Escadrille              | Schwarm / Kette                 | Squadriglia                   | Escadrille       |